# Ralph Evans
Ralph Evans, född den 20 december 1953 i Rhondda Valley, Wales, är en brittisk boxare som tog OS-brons i lätt flugviktsboxning 1972 i München. Ungerske György Gedó besegrade Evans i semifinalen.